# Пејенска Тавастија
Пејенска Тавастија (фин. Päijät-Häme, швед. Päijänne Tavastland) је округ у Финској, у јужном делу државе. Седиште округа је град Микели.

## Положај округа
Округ Пејенска Тавастија се налази у јужном делу Финске. Њега окружују:
- са севера: Округ Средишња Финска,
- са истока: Округ Јужна Савонија,
- са југоистока: Округ Кименска Долина,
- са југа: Округ Нова земља,
- са запада: Округ Ужа Тавастија,
- са северозапада: Округ Пирканска земља.

## Природне одлике
Рељеф: Округ припада историјској области Тавастији, где чини њену источну половину. У округу Пејенска Тавастија преовлађују равничарска подручја, надморске висине 45-150 м.
Клима у округу Пејенска Тавастија влада оштра Континентална клима.
Воде: Пејенска Тавастија је унутаркопнени округ Финске. Међутим, у оквиру округа постоји низ ледничких језера, од којих је највеће Пејене (по ком је округ добио назив).

## Становништво
По подацима 2011. године у округу Пејенска Тавастија живело је преко 200 хиљаде становника. Од 2000. године број становника у округу занемарљиво порастао.
Густина насељености у округу је 40 становника/км², што је 2,5 пута више од државног просека (16 ст./км²). Јужни део округа је знатно боље насељен од северног.
Етнички састав: Финци су до скора били једино становништво округа, али се последњих деценија овде населио и мањи број усељеника.

## Општине и градови
Округ Пејенска Тавастија има 11 општина, од којих 3 носе звање града (означене задебљаним словима). То су:
| - Асикала - Керкеле - Лахти - Настола - Ориматила - Падасјоки | - Сисме - Хартола - Хејнола - Хеменкоски - Холола |

Градска подручја са више од 10 хиљада становника су:
- Лахти - 112.000 становника,
- Хејнола - 16.000 становника,
- Настола - 12.000 становника.